# Пріцкерівська премія
Прі́цкерівська пре́мія з архітекту́ри (англ. Pritzker Architecture Prize) — щорічна (з 1979 року) нагорода в галузі архітектури.
Пріцкерівська премія вважається архітектурним аналогом Нобелівської премії. Заснована Джеєм Пріцкером разом з дружиною Сідні (власники всесвітньої мережі готелів Hyatt) у 1979 р.
Розмір премії становить 100 тис. доларів США. Лауреат також одержує бронзову медаль, прикрашену орнаментом Луїса Саллівана.
Нині повноправним представником премії виступає Томас Дж. Пріцкер, а головою журі — лорд Ротшильд.
Міжнародне журі премії щороку змінює свій склад, і в нього входять провідні світові архітектори світу, архітектурні критики та імениті меценати і бізнесмени. Переможця з числа номінантів визначають закритим голосуванням.
Одним з головних критеріїв присудження премії є іноваційний характер архітектурних ідей, що застосовувалися при проєктуванні і будівництві.
Місце церемонії вручення премії щоразу обирається інше, і зазвичай сама церемонія супроводжується різноманітними культурницькими заходами, як то — виставками, семінарами і конференціями. Саме тому для церемонії обираються будівлі провідних музеїв світу, рідше будмайданчики масштабних будівництв або якісь визначні місця. Пріцкерівська премія вручалась у Вашингтоні (Національна галерея), Нью-Йорку (музей Метрополітен), Версалі, Єрусалимі, Лос-Анжелесі, Більбао, Берліні, Римі (Капітолійський пагорб), Мехіко, Празі, Мадриді, Санкт-Петербурзі (Ермітаж) та ін. містах.

## Історія та сьогодення
Оскільки Нобелівська премія з архітектуру не вручається, це спонукало сім'ю Пріцкерів, а саме Джея Пріцкера (1922—1999) у 1979 році заснувати власну архітектурну премію.
Цікаво, що засновником династії Пріцкер став адвокат Микола Якович Пріцкер (1871—1956), двоюрідний брат російського філософа-екзистенціаліста Лева Ісааковича Шестова, що іммігрував в Чикаго з Києва.
Томас Дж. Пріцкер, нинішній президент Фундації Hyatt, разом зі своєю дружиною Марго Пріцкер, так пояснює мотиви заснування та вручення премії:
 «Як жителі Чикаго, не дивно, що наша родина чудово знала архітектуру, живучи на батьківщині хмарочосів, у місті зі спорудами, розробленими легендами архітекторами, такими як Луї Салліван, Френк Ллойд Райт, Міс ван дер Рое та багато інших. Мої батьки вірили, що така премія сприятиме та стимулюватиме не лише більшій обізнаності громадськості про самі будівлі, але й надихатиме на подальші творчі звершення у царині архітектури». Оригінальний текст (англ.)
As native Chicagoans, it’s not surprising that our family was keenly aware of architecture, living in the birthplace of the skyscraper, a city filled with buildings designed by architectural legends such as Louis Sullivan, Frank Lloyd Wright, Mies van der Rohe, and many others. My parents believed that a meaningful prize would encourage and stimulate not only a greater public awareness of buildings, but also would inspire greater creativity within the architectural profession. 

### Журі
Склад журі премії не є сталим і постійно оновлюється. Зазвичай воно формується з 5 до 9 осіб, кожна з яких є визнаним професіоналом не лише в галузі архітектури. У їх число також входять і самі лауреати Приткерівських премій, що забезпечує «наслідування поколінь». Члени журі є незалежними, у тому числі й від сім'ї Пріцкерів.
Журі премії не прагне обирати лауреатів серед відомих і загальновизнаних архітекторів. Головний ухил йде на внесок, що може принести робота певного архітектора. Тому вибір маловідомих Пріцкерівської лауреатів зустрічає нерозуміння у середовищі фахівців.

### Проблема сексизму
2013 року у зв'язку з Пріцкерівською премією було піднято питання про сексизм в архітектурі. Студентська організація «Жінки в дизайні» («англ. Women in Design») Гарвардської вищої школи дизайну подала петицію від імені Деніз Скотт-Браун, у якій йшлося про те, щоб її визнали лауреаткою Пріцкерівської премії 1991 року спільно зі своїм партнером і чоловіком — Робертом Вентурі. За словами The New York Times:
 Петиція посилила дедалі більшу напругу в царині архітектури, пов'язану з тим, що жінкам постійно відмовляли у визнанні їхнього заслуженого здобутку, найпрестижнішу нагороду з якого до 2004 року, коли нагородили Заху Хадід, присуджували лише чоловікам. Оригінальний текст (англ.)
And it has reignited long-simmering tensions in the architectural world over whether women have been consistently denied the standing they deserve in a field whose most prestigious award was not given to a woman until 2004, when Zaha Hadid won. 
Петиція отримала міжнародну підтримку, під нею підписалося 20 000 чоловік, серед яких були і пріцкерівські лауреати різних років: Ренцо Піано, Рем Колхас, Рафаель Монео, Річард Мейер, Жак Герцог і П'єр де Мерон (розділили між собою премію 2001 роки), Ван Шу, Заха Хадід і Роберт Вентурі. Однак журі заявило, що рішення 1991 року оскаржити не можна, оскільки склад журі постійно змінюється і нові члени не можуть оскаржити рішення своїх попередників, частина з яких вже померли. 2012 році також не була удостоєна спільної нагороди з Ван Шу його партнер і дружина — Лу Венью. Слід зазначити, що сам лауреат не був згоден з рішенням журі.
В інтерв'ю CNN Деніз Скотт-Браун заявила, що Пріцкерівська премія ґрунтується на омані, що велика архітектура створюється самотніми геніальними чоловіками і не враховує значення спільної роботи
Слід зазначити, що 2020 року премією було нагороджено одразу двох архітекторок Івонн Фаррелл і Шеллі Макнамару.

## Лауреати
Перший лауреат
Перший лауреат премії Філіп Джонсон був нагороджений нею «за 50 років фантазії та життєвих сил, втілених у безлічі музеїв, театрів, бібліотек, будинків, садів та корпоративних структур».
Перша жінка
Лауреаткою 2004 року стала Заха Хадід, яка була першою жінкою, що отримала цю премію.
Наймолодший лауреат
2010 року Рюе Нісідзава став наймолодшим переможцем. Він отримав нагороду, коли йому виповнилося 44 роки.
Два та три лауреати
В історії премії в 2001, 2010 та 2019 роках її отримували партнери (2001 року — Жак Герцог та П'єр де Мерон, 2010 року — Кадзуйо Седзіма та Рюе Нісідзава, а 2020 року Івонн Фаррелл та Шеллі Макнамара), які поділились нагородою. 1988 року Ґордон Баншафт та Оскар Німейєр обидва були нагороджені премією. Переможці 2017 року, архітектори Рафаель Аранда, Карме Пігем та Рамон Вілалта стали першою групою з трьох архітекторів, хто втрьох поділив приз між собою.
Список
Список лауреатів Пріцкерівської премії:
| Рік  | Ім'я лауреата                                              | Фото лауреата                                                       | Країна                  | Приклад роботи | Назва роботи, рік                                                      | Місце нагородження                                                            | Посилання           |
| ---- | ---------------------------------------------------------- | ------------------------------------------------------------------- | ----------------------- | -------------- | ---------------------------------------------------------------------- | ----------------------------------------------------------------------------- | ------------------- |
| 1979 | Філіп Джонсон (1906—2005)                                  | The inaugural laureate Philip Johnson behind an architectural model | США                     |                | Скляний будинок (1949)                                                 | Думбартон-Окс, Вашингтон                                                      | [ 17 ]              |
| 1980 | Луїс Барраґан (1902—1988)                                  |                                                                     | Мексика                 |                | Torres de Satélite (1957)                                              | Думбартон-Окс, Вашингтон                                                      | [ 18 ]              |
| 1981 | Джеймс Стерлінг (1924—1992)                                |                                                                     | Велика Британія         |                | Історична бібліотека Сілі (1968)                                       | Національний будівельний музей, Вашингтон                                     | [ 19 ]              |
| 1982 | Кевін Рош / Kevin Roche                                    |                                                                     | Ірландія / США          |                | Лицарі будівлі Колумба (1969)                                          | Чикагський інститут мистецтв, Чикаго                                          | [ 20 ]              |
| 1983 | Бей Юймін                                                  |                                                                     | КНР / США               |                | Східний конпус Національної галереї мистецтв (1978)                    | Метрополітен-музей, Нью-Йорк                                                  | [ 21 ]              |
| 1984 | Річард Мейєр                                               |                                                                     | США                     |                | Музей високого мистецтва (1983)                                        | Національна галерея мистецтв, Вашингтон                                       | [ 22 ]              |
| 1985 | Ханс Холляйн / Hans Hollein                                |                                                                     | Австрія                 |                | Музей Абтейберг (1982)                                                 | Бібліотека Хантінгтона, Сан-Марино (Каліфорнія)                               | [ 23 ]              |
| 1986 | Готфрід Бем / Gottfried Böhm                               |                                                                     | Німеччина               |                | Крісті Ауферштехунг (1968)                                             | Поважна компанія майстрів золотих справ, Лондон                               | [ 24 ]              |
| 1987 | Танге Кендзо (1913—2005)                                   |                                                                     | Японія                  |                | Собор Святої Марії, Токіо (1964)                                       | Художній музей Кімбелла, Форт-Верт (Техас)                                    | [ 25 ]              |
| 1988 | Ґордон Баншафт / Gordon Bunshaft (1909—1990) Оскар Німейєр | –                                                                   | США Бразилія            |                | Бібліотека рідкісних книг і рукописів Бейнке (1963)                    | Чикагський інститут мистецтв, Чикаго                                          | [ 26 ]              |
| 1989 | Френк Гері                                                 |                                                                     | Канада / США            |                | Концертний зал Уолта Діснея (2003)                                     | Тодай-дзі, Нара                                                               | [ 27 ]              |
| 1990 | Альдо Россі / Aldo Rossi (1931—1997)                       |                                                                     | Італія                  |                | Музей Боннефантена (1990)                                              | Палаццо Грассі, Венеція                                                       | [ 28 ]              |
| 1991 | Роберт Вентурі                                             |                                                                     | США                     |                | Національна галерея (Лондон), Крило Сайнсбері (1991)                   | Палац Ітурбіде, Мехіко                                                        | [ 29 ]              |
| 1992 | Алвару Сіза                                                |                                                                     | Португалія              |                | Павільйон Португалії в Експо'98 (1998)                                 | Бібліотека Гарольда Вашингтона, Чикаго                                        | [ 30 ]              |
| 1993 | Фуміхіко Макі / Fumihiko Maki                              |                                                                     | Японія                  |                | Столична гімназія в Токіо (1991)                                       | Празький град, Прага                                                          | [ 31 ]              |
| 1994 | Крістіан де Портзампарк / Christian de Portzamparc         | –                                                                   | Франція                 |                | Посольство Франції у Берліні (2003)                                    | The Commons, Колумбус (Індіана)                                               | [ 32 ]              |
| 1995 | Тадао Андо / Tadao Ando                                    |                                                                     | Японія                  |                | Церква Світла (1989)                                                   | Малий Тріанон, Версаль                                                        | [ 33 ]              |
| 1996 | Рафаель Монео / Rafael Moneo                               |                                                                     | Іспанія                 |                | Курсаальський палац (1999)                                             | Центр Гетті, Лос-Анджелес                                                     | [ 34 ]              |
| 1997 | Сверре Фен / Sverre Fehn                                   |                                                                     | Норвегія                |                | Норвезький музей льодовиків (1991)                                     | Музей Гугенхайма в Більбао, Більбао                                           | [ 35 ]              |
| 1998 | Ренцо Піано / Renzo Piano                                  |                                                                     | Італія                  |                | Міжнародний аеропорт Кансай (1994)                                     | Білий дім, Вашингтон                                                          | [ 36 ]              |
| 1999 | Норман Фостер / Norman Foster                              |                                                                     | Велика Британія         |                | Міст тисячоліття, Лондон (2000)                                        | Старий музей, Берлін                                                          | [ 37 ]              |
| 2000 | Рем Колгас                                                 |                                                                     | Нідерланди              |                | Casa da Música, Порто (2003)                                           | Єрусалимський археологічний парк, Старе місто (Єрусалим)                      | [ 38 ]              |
| 2001 | Жак Герцог і П'єр де Мерон / Herzog & de Meuron            |                                                                     | Швейцарія               |                | Тейт Модерн (2000)                                                     | Монтічелло, Шарлотсвіл (Вірджинія)                                            | [ 39 ]              |
| 2002 | Ґлен Маркатт / Glenn Murcutt                               |                                                                     | Австралія               |                | Berowra Waters Inn (1983)                                              | Капітолій (пагорб), Рим                                                       | [ 40 ]              |
| 2003 | Йорн Утзон                                                 |                                                                     | Данія                   |                | Оперний театр Сіднея (1973)                                            | Королівська академія витончених мистецтв Сан-Фернандо, Мадрид                 | [ 41 ]              |
| 2004 | Заха Хадід                                                 |                                                                     | Ірак / Велика Британія  |                | Центр сучасного мистецтва (2003)                                       | Ермітаж, Санкт-Петербург                                                      | [ 42 ]              |
| 2005 | Том Мейн                                                   |                                                                     | США                     |                | Федеральна будівля Сан-Франциско (2007)                                | Павільйон Джея Пріцкера, Чикаго                                               | [ 43 ]              |
| 2006 | Паулу Мендес да Роша                                       |                                                                     | Бразилія                |                | Каплиця Святого Петра, Сан-Паулу (1987)                                | Долмабахче, Стамбул                                                           | [ 44 ]              |
| 2007 | Річард Роджерс                                             |                                                                     | Велика Британія         |                | Будівля Ллойда (1986)                                                  | Банкетинг-хаус, Лондон                                                        | [ 45 ]              |
| 2008 | Жан Нувель                                                 |                                                                     | Франція                 |                | Torre Agbar (2005)                                                     | Бібліотека Конгресу, Вашингтон                                                | [ 46 ] [ 47 ]       |
| 2009 | Петер Цумтор                                               |                                                                     | Швейцарія               |                | Therme Vals (1996)                                                     | Палац Законодавчих зборів Буенос-Айреса, Буенос-Айрес                         | [ 46 ] [ 48 ]       |
| 2010 | SANAA                                                      |                                                                     | Японія                  |                | Музей сучасного мистецтва ХХІ століття, Каназава (2003)                | Елліс (острів), Нью Йорк                                                      | [ 49 ]              |
| 2011 | Едуарду Соуту де Моура                                     |                                                                     | Португалія              |                | Estádio Municipal de Braga (2004)                                      | Зал імені Ендрю У. Меллона, Вашингтон                                         | [ 50 ]              |
| 2012 | Ван Шу                                                     |                                                                     | КНР                     |                | Музей Нінбо (2008)                                                     | Будинок народних зборів, Пекін                                                | [ 51 ]              |
| 2013 | Тойоо Іто                                                  |                                                                     | Японія                  |                | Медіатека Сендай (2001)                                                | Президентська бібліотека-музей Джона Ф. Кеннеді, Бостон                       | [ 52 ]              |
| 2014 | Сігеру Бан                                                 |                                                                     | Японія                  |                | Експохол 2000 (2000)                                                   | Рейксмюсеум, Амстердам                                                        | [ 53 ]              |
| 2015 | Фрай Отто                                                  |                                                                     | Німеччина               |                | Олімпійський стадіон, Мюнхен (1972)                                    | Новий світовий центр, Маямі-Біч                                               | [ 54 ] [ 55 ]       |
| 2016 | Алєхандро Аравена                                          |                                                                     | Чилі                    |                | Сіамські вежі, Папський католицький університет Чилі (2005)            | Штаб-квартира ООН, Нью-Йорк                                                   | [ 57 ] [ 58 ] [ 2 ] |
| 2017 | Рафаель Аранда, Карме Пігем, Рамон Вілалта                 |                                                                     | Іспанія                 |                | Бібліотека Санта Антоні, Барселона (2008)                              | Палац Акасака, Токіо                                                          | [ 59 ]              |
| 2018 | Балкрішна Доши                                             |                                                                     | Індія                   |                | Індійський інститут управління Бангалором (1977—1992, в кілька етапів) | Музей Ага-хана, Торонто                                                       | [ 60 ] [ 61 ]       |
| 2019 | Ісодзакі Арату                                             |                                                                     | Японія                  |                | Артвежа Міто (1990)                                                    | Версальський палац, Версаль                                                   | [ 62 ] [ 1 ]        |
| 2020 | Івонн Фаррелл Шеллі Макнамара                              |                                                                     | Ірландія                |                | Будівля Графтона, Університет Бокконі (2007)                           |                                                                               | [ 63 ] [ 64 ]       |
| 2021 | Анн Лакатон та Жан-Філіпп Вассал                           |                                                                     | Франція                 |                | Tour Bois le Prêtre, соціальне житло.                                  |                                                                               | [ 65 ]              |
| 2022 | Дєбедо Френсіс Кере                                        |                                                                     | Буркіна-Фасо/ Німеччина |                | Центр земної архітектури (2010), Мопті, Малі                           | Лондонська школа економіки та політичних наук (LSE) Marshall Building, Лондон | [ 66 ]              |
| 2023 | Девід Чіпперфілд                                           |                                                                     | Велика Британія         |                | Новий музей, Берлін (1997–2009)                                        | Афінська агора                                                                | [ 67 ]              |
| 2024 | Рікен Ямамото                                              |                                                                     | Японія                  |                | Музей мистецтва Йокосуки, Канаґава, Японія (2007)                      | Чиказький художній інститут                                                   |                     |
| 2025 | Лю Цзякунь                                                 |                                                                     | Китай                   |                | West Village, Ченду, Китай (2015)                                      | Лувр Абу-Дабі                                                                 | [ 68 ]              |

## Виноски
1. 1 2  Лауреатом "архітектурного Нобеля" став 87-річний японець. www.ukrinform.ua. Процитовано 27 березня 2020.
2. 1 2  Куратор архітектурної бієнале здобув престижну премію. www.artukraine.com.ua. Процитовано січня 14, 2016.
3. ↑  Н. Л. Баранова—Шестова «Жизнь Льва Шестова»(рос.)
4. 1 2  FAQ | The Pritzker Architecture Prize. www.pritzkerprize.com. Процитовано 27 березня 2020.
5. 1 2  Bid for Pritzker Prize to Acknowledge Denise Scott Brown - NYTimes.com. web.archive.org. 18 квітня 2013. Архів оригіналу за 18 квітня 2013. Процитовано 27 березня 2020.
6. ↑  Архитектурная солидарность: как мир встал на защиту Дениз Скотт Браун :: Статьи. speech: archspeech. интернет-издание об архитектуре, градостроительстве и дизайне. Процитовано 27 березня 2020.
7. ↑  CNN, By Catriona Davies. Denise Scott Brown: Architecture favors 'lone male genius' over women. CNN. Процитовано 27 березня 2020.
8. ↑  CAROLINA A. MIRANDA. Pritzker Architecture Prize Committee Refuses to Honor Denise Scott Brown. www.architectmagazine.com. Процитовано 27 березня 2020.
9. ↑  Philip Johnson – 1979 Laureate – Jury Citation. Pritzker Architecture Prize official site. The Hyatt Foundation. Архів оригіналу за 16 квітня 2009. Процитовано 30 червня 2009.
10. ↑  Hadid designs landmark building. BBC News. 15 січня 2005. Архів оригіналу за 2 вересня 2017. Процитовано 29 червня 2009.
11. ↑  Pritzker Architecture Prize 1984 Announcement. The Hyatt Foundation. Архів оригіналу за 1 червня 2012. Процитовано 30 березня 2010.
12. 1 2  Kamin, Blair (1 березня 2017). Pritzker Architecture Prize goes to 3 people — a Spanish team that blends old and new. Chicago Tribune. Архів оригіналу за 1 березня 2017. Процитовано 2 березня 2017.
13. ↑  Wainwright, Oliver (1 березня 2017). Pritzker architecture prize won by little known Catalan trio. The Guardian. ISSN 0261-3077. Архів оригіналу за 1 березня 2017. Процитовано 1 березня 2017.
14. ↑  Announcement: Rafael Aranda, Carme Pigem and Ramon Vilalta. Pritzker Architecture Prize. The Hyatt Foundation. Архів оригіналу за 2 березня 2017. Процитовано 2 березня 2017.
15. ↑  Laureates 1979–2007. Архів оригіналу за 17 липня 2008. Процитовано 16 липня 2008.
16. ↑  Laureate 2008. Архів оригіналу за 27 жовтня 2008. Процитовано 16 липня 2008.
17. ↑  Goldberger, Paul (23 травня 1979). Philip Johnson Awarded $100,000 Pritzker Prize. The New York Times. Процитовано 6 березня 2019.
18. ↑  Endicott, Katherine (14 жовтня 2006). The Mexican garden revisited. San Francisco Chronicle. Архів оригіналу за 19 вересня 2011. Процитовано 26 червня 2009.
19. ↑  Reynolds, Nigel (23 березня 2004). Top prize for architect who is ignored by fellow British. The Daily Telegraph. Архів оригіналу за 17 березня 2009. Процитовано 26 червня 2009.
20. ↑  The Pritzker Architecture Prize. Laureates. Kevin Roche
21. ↑  The Pritzker Architecture Prize. Laureates. Ieoh Ming Pei
22. ↑  The Pritzker Architecture Prize. Laureates. Richard Meier
23. ↑  The Pritzker Architecture Prize. Laureates. Hans Hollein
24. ↑  The Pritzker Architecture Prize. Laureates. Gottfried Böhm
25. ↑  Muschamp, Herbert (26 квітня 1993). Pritzker Prize for Japanese Architect. The New York Times. Архів оригіналу за 7 липня 2014. Процитовано 26 червня 2009.
26. ↑  The Pritzker Architecture Prize Celebrates its Tenth Anniversary Honoring Two Laureates for 1988. pritzkerprize.com. Архів оригіналу за 2 квітня 2015.
27. ↑  The Pritzker Architecture Prize. Laureates. Frank Gehry
28. ↑  Iovine, Julie (5 вересня 1997). Aldo Rossi, Architect of Monumental Simplicity, Dies at 66. The New York Times. Архів оригіналу за 17 червня 2013. Процитовано 26 червня 2009.
29. ↑  Blau, Eleanor (8 квітня 1991). Robert Venturi Is to Receive Pritzker Architecture Prize. The New York Times. Архів оригіналу за 27 листопада 2010. Процитовано 26 червня 2009.
30. ↑  Ribeiro, Ana Maria (24 лютого 2009). Siza Vieira fala para casa cheia. Correio da Manhã (Portuguese) . Процитовано 26 червня 2009.
31. ↑  The Pritzker Architecture Prize. Laureates. Fumihiko Maki
32. ↑  Muschamp, Herbert (2 травня 1994). Priztker prize goes to French architect for the first time. The New York Times. Архів оригіналу за 7 квітня 2014. Процитовано 26 червня 2009.
33. ↑  Viladas, Pilar (19 серпня 2001). Fashion's New Religion. The New York Times. Архів оригіналу за 22 листопада 2010. Процитовано 27 червня 2009.
34. ↑  The Pritzker Architecture Prize. Laureates. Rafael Moneo
35. ↑  Samaniego, Fernando (1 червня 1997). El noruego Sverre Fehn recibe el Pritzker de Arquitectura en el museo Guggenheim Bilbao. El País (Spanish) . Процитовано 26 червня 2009.
36. ↑  Muschamp, Herbert (20 квітня 1998). Renzo Piano Wins Architecture's Top Prize. The New York Times. Архів оригіналу за 5 листопада 2012. Процитовано 26 червня 2009.
37. ↑  The Pritzker Architecture Prize. Laureates. Norman Foster
38. ↑  Koolhaas receives 'Nobel of architecture' in Jerusalem. CNN. 29 травня 2000. Архів оригіналу за 1 лютого 2011. Процитовано 26 червня 2009.
39. ↑  Herzog & de Meuron Propose Castle in The Sky for Hamburg. Das Spiegel. 14 червня 2005. Архів оригіналу за 30 серпня 2009. Процитовано 26 червня 2009.
40. ↑  Top honour for Australian architect. BBC News. 16 квітня 2002. Архів оригіналу за 17 квітня 2009. Процитовано 26 червня 2009.
41. ↑  Prize for Opera House designer. BBC News. 7 квітня 2003. Архів оригіналу за 27 березня 2012. Процитовано 26 червня 2009.
42. ↑  The Pritzker Architecture Prize. Laureates. Zaha Hadid
43. ↑  Paris skyscraper to rival tower. BBC News. 28 листопада 2006. Архів оригіналу за 30 вересня 2009. Процитовано 26 червня 2009.
44. ↑  Forgey, Benjamin (9 квітня 2006). Brazilian wins Pritzker Prize. The Washington Post. Архів оригіналу за 24 липня 2008. Процитовано 26 червня 2009.
45. ↑  Glancey, Jonathan (29 березня 2007). Rogers takes the 'Nobel for architecture'. The Guardian. Архів оригіналу за 25 березня 2014. Процитовано 26 червня 2009.
46. 1 2  Pilkington, Ed (14 квітня 2009). Swiss architect untouched by fad or fashion wins prized Pritzker award. The Guardian. Архів оригіналу за 6 вересня 2013. Процитовано 26 червня 2009.
47. ↑  Nouvel wins top architect's prize. BBC News. 31 березня 2008. Архів оригіналу за 21 травня 2012. Процитовано 19 травня 2012.
48. ↑  Pogrebin, Robin (12 квітня 2009). Pritzker Prize Goes to Peter Zumthor. The New York Times. Архів оригіналу за 16 травня 2012. Процитовано 19 травня 2012.
49. ↑  The Pritzker Architecture Prize. Laureates. Kazuyo Sejima Ryue Nishizawa
50. ↑  Taylor, Kate (28 березня 2011). Souto de Moura Wins 2011 Pritzker Architecture Prize. The New York Times. Архів оригіналу за 1 травня 2011. Процитовано 28 березня 2011.
51. ↑  Basulto, David (February 2012). 2012 Pritzker Prize: Wang Shu. Arch Daily. Архів оригіналу за 29 лютого 2012. Процитовано 27 лютого 2012.
52. ↑  Hawthorne, Christopher (17 березня 2013). Japanese architect Toyo Ito, 71, wins Pritzker Prize. Los Angeles Times. Архів оригіналу за 18 березня 2013. Процитовано 17 березня 2013.
53. ↑  Hawthorne, Christopher (24 березня 2014). Architect Shigeru Ban, known for disaster relief, wins Pritzker Prize. Los Angeles Times. Архів оригіналу за 25 березня 2014. Процитовано 24 березня 2014.
54. ↑  Frei Otto, 2015 Laureate. Pritzker Architecture Prize. 10 березня 2015. Архів оригіналу за 11 березня 2015. Процитовано 11 березня 2015.
55. ↑  Pritzker Prize for Frei Otto, German Architect, Announced After His Death [Архівовано 3 лютого 2018 у Wayback Machine.], Robin Pogrebin, The New York Times, March 10, 2015
56. ↑  Chilean architect Alejandro Aravena wins 2016 Pritzker prize. The Guardian. 13 січня 2016. Архів оригіналу за 20 серпня 2020. Процитовано 6 червня 2021. (англ.)
57. ↑  Announcement. pritzkerprize.com. Архів оригіналу за 14 січня 2016. Процитовано 13 січня 2016.
58. ↑  Ceremony. pritzkerprize.com. Архів оригіналу за 16 січня 2016. Процитовано 13 січня 2016.
59. ↑  Announcement: Rafael Aranda, Carme Pigem and Ramon Vilalta | The Pritzker Architecture Prize. www.pritzkerprize.com. Архів оригіналу за 2 березня 2017. Процитовано 1 березня 2017.
60. ↑  The Pritzker Architecture Prize. www.pritzkerprize.com. Архів оригіналу за 7 березня 2018. Процитовано 7 березня 2018.
61. ↑  Rajghatta, Chidanand (7 березня 2017). Indian architect BV Doshi wins 'Nobel for architecture'. The Times of India. Процитовано 7 березня 2017.
62. ↑  The Pritzker Architecture Prize. www.pritzkerprize.com. Архів оригіналу за 6 березня 2019. Процитовано 5 березня 2019.
63. ↑  Ivonne Farrell and Shelley McNamara The Pritzker Architecture Prize. www.pritzkerprize.com. Процитовано 3 березня 2020.{{cite web}}:  Обслуговування CS1: Сторінки з параметром url-status, але без параметра archive-url (посилання)
64. ↑  Володарками Пріцкерівської премії вперше стали дві жінки. www.supportyourart.com. Процитовано 27 березня 2020.{{cite web}}:  Обслуговування CS1: Сторінки з параметром url-status, але без параметра archive-url (посилання)
65. ↑  Valencia, Nicolás (17 березня 2021). Why Lacaton & Vassal Won the 2021 Pritzker Prize. ArchDaily (амер.). Процитовано 17 березня 2021.
66. ↑  Pogrebin, Robin (15 березня 2022). Pritzker Prize Goes to Architect From West Africa. The New York Times (амер.). ISSN 0362-4331. Процитовано 15 березня 2022.
67. ↑  Spocchia, Gino (7 березня 2023). David Chipperfield awarded 2023 Pritzker Prize. Architects' Journal (амер.). Процитовано 7 березня 2023.
68. ↑  Pritzker Prize goes to Liu Jiakun of China, an architect who celebrates lives of ordinary citizens (англ.). AP News. 4 березня 2025. Процитовано 4 березня 2025.